# Stegersbach
Stegersbach (węg. Szentelek, burg.-chorw. Santalek, rom. Schtega) – gmina targowa w Austrii, w kraju związkowym Burgenland, w powiecie Güssing. Według danych Austriackiego Urzędu Statystycznego liczyła 2,56 tys. mieszkańców (1 stycznia 2014).